# Claus-Dieter Freymann
Claus-Dieter Freymann (* 18. Juni 1938 in Dorpat) ist ein deutscher Erziehungswissenschaftler, Kirchenfunktionär und Jazz-Musiker.

## Leben
In Estland geboren kam Freymann bereits im Alter von einem Jahr mit seiner Familie nach Posen. Nach der Flucht im Januar 1945 kam die Familie über Greifswald, Rügen und Rostock 1950 nach Ost-Berlin, von wo sie 1954 nach Hamburg flüchtete und sich schließlich in Bonn niederließ. Nach dem Abitur studierte er Ingenieurwissenschaften an der Technischen Hochschule Braunschweig. 1961 wurde er Mitglied des Corps Rhenania ZAB. Nach einigen Semestern brach er das Ingenieurstudium in Braunschweig ab und wechselte an die Westfälische Wilhelms-Universität, wo er ein Lehramtsstudium für Philosophie und Pädagogik aufnahm. 1966 wurde er Mitglied des Corps Guestphalia Halle zu Münster. Im Jahr 1971 wurde er zum Dr. phil. promoviert und ging als Lehrender an die Evangelische Fachhochschule Düsseldorf, die ihn 1977 zum Professor für Erziehungswissenschaften und Didaktik/Methodik der Sozialpädagogik ernannte. Dort und an der Evangelischen Fachhochschule Rheinland-Westfalen-Lippe in Bochum lehrte er bis zu seiner Emeritierung 2003. Seine Arbeitsschwerpunkte waren die Jugend- und kirchliche Gemeinwesenarbeit.
Freymann bekleidete zahlreiche Ehrenämter in der Diakonie der Evangelischen Kirche. Von 1985 bis 2013 war er ehrenamtlicher Vorsitzender des Kuratoriums des Diakonischen Werkes im Kirchenkreis An der Ruhr. Er förderte die „Offene Ganztagsschule“ und Integrationsangebote für Migranten. Hierzu gehörten eine Integrationsfachschule mit Sprachangeboten sowie die kostenlose Hausaufgabenbetreuung für Kinder und Jugendliche mit Lernschwierigkeiten. Seit 2011 leitet er ehrenamtlich das „Evangelische Institut für Qualitätsentwicklung“ der Evangelischen Arbeiterbewegung (EAB) Nordrhein-Westfalen, an dessen Gründung er maßgeblich beteiligt war.
Seit seiner Studienzeit ist Freymann Jazzmusiker. Er spielt Banjo und Gitarre seit der Gründung 1982 in der Mülheimer Ruhr-River Jazzband, die europaweit auftritt.

## Auszeichnungen
- Goldenes Kronenkreuz des Diakonischen Werks der evangelischen Kirche, 2003
- Ehrung im Rahmen eines Diakonie-Gottesdienstes, 2010
- Bundesverdienstkreuz am Bande, 2014

## Schriften
- Jugend, Sexualität, Erziehung : die Hinführung zu Ehe und Familie im Rahmen der Geschlechtserziehung als sozialpädagogisches Problem, 1971
- Anleitung für die Abfassung wissenschaftlicher Arbeiten: Hilfen für Ausbildung, Grund- und Hauptstudiengänge, Zusatz- und Aufbaustudiengänge, Publizistik, 1979
- Handbuch für Leiter und Mitarbeiter von Freizeiten, 1982
- Kinder- und Jugenderholung in Nordrhein-Westfalen: Auswertung der Freizeitarbeit 1984/85, 1985 (Zusammen mit Paul-Jürgen Pfeiffer, Wolfgang Wende)